# Évêché titulaire de Sesta
Le diocèse de Sesta (en latin : Dioecesis Sestensis) est un diocèse titulaire de l’Église catholique en Algérie.

## Histoire
Sesta, en actuelle Algérie, est un ancien diocèse de la province romaine de Maurétanie césarienne. Le seul évêque connu est Crescent, dont le nom apparaît dans la liste des évêques convoqués à Carthage par le roi Hunéric en 484,.
Depuis 1933, le diocèse est un siège titulaire de l’Église catholique. 

## Liste des évêques

### Vesiècle
- Crescent † (avant 484)

### XXIesiècle
- Antônio de Aragão Campelo (it) (1950-1956)
- James Gleeson (en) (1957-1964)
- Eduardo Herrera Riera (1965-1966)
- Mário Teixeira Gurgel (de) (1967-1971)
- Francisco Medina Ramírez (de) (1973-1978)
- Giorgio Zur (1979-2019)
- Alberto Ricardo Lorenzelli Rossi (de) (2019-en cours)